# 明日は来らず
『明日は来らず』（あすはきたらず、Make Way for Tomorrow）は、レオ・マッケリー監督による1937年のアメリカ合衆国のドラマ映画である。ヴィクター・ムーアとボーラ・ボンディが演じる老夫婦の自宅が売却され、子供たちに別々に引き取られて離れるという物語である。ジョセフィン・ローレンスの小説『The Years Are So Long』及びそれを原作としたヘンリ・リアリーとノーラン・リアリーの舞台を基にヴィナ・デルマーが脚本を執筆した。
マッケリーは本作を自身の最高傑作であると確信したが、同年のアカデミー監督賞には『新婚道中記』によってノミネートされた。
2010年にアメリカ議会図書館によってアメリカ国立フィルム登録簿に選ばれた。
小津安二郎の「東京物語」は、この作品を下敷きにしている。

## あらすじ
家を手放すことになった70歳くらいの老夫婦が、五人いる子供たちの世話になることになる。しかし二人一緒は無理なので母だけ長男の家に厄介になるが、長男の妻はブリッジを教えていて、母が入ってきて邪魔になり、長男の妻は娘を母と映画に行かせるが、娘は悪い娘で母を置き去りにして恋人と遊んでいる。母はそのことを隠していてのちにばれる。老夫婦で歩いていると、カネがあると思った男が自動車を売りつけようとしてドライブする。母は女性向け老人ホームに入ることにして、夫と別れる。

## キャスト
- バークレー：ヴィクター・ムーア（英語版）
- ルーシー：ビューラ・ボンディ
- ジョージ：トーマス・ミッチェル
- アニタ（ジョージの妻）：フェイ・ベインター
- コーラ：エリザベス・リスドン（英語版）
- ハーヴェイ：ポーター・ホール（英語版）
- ローダ（ジョージとアニタの娘）：バーバラ・リード（英語版）
- マックス（バークレーの友人）：モーリス・モスコヴィッチ
- ネリー（バークレーとルーシーの娘・ハーヴェイの妻）：ミナ・ゴンベル（英語版）
- ロバート：レイ・メイヤー
- ビル：ラルフ・レムリー
- メイミー（ジョージ夫妻のメイド）：ルイーズ・ビーヴァース
- ルイス・ジーン・ヘイト（英語版）
- ジーン・モーガン（英語版）